# Bebel-Liebknecht-Haus Borsdorf

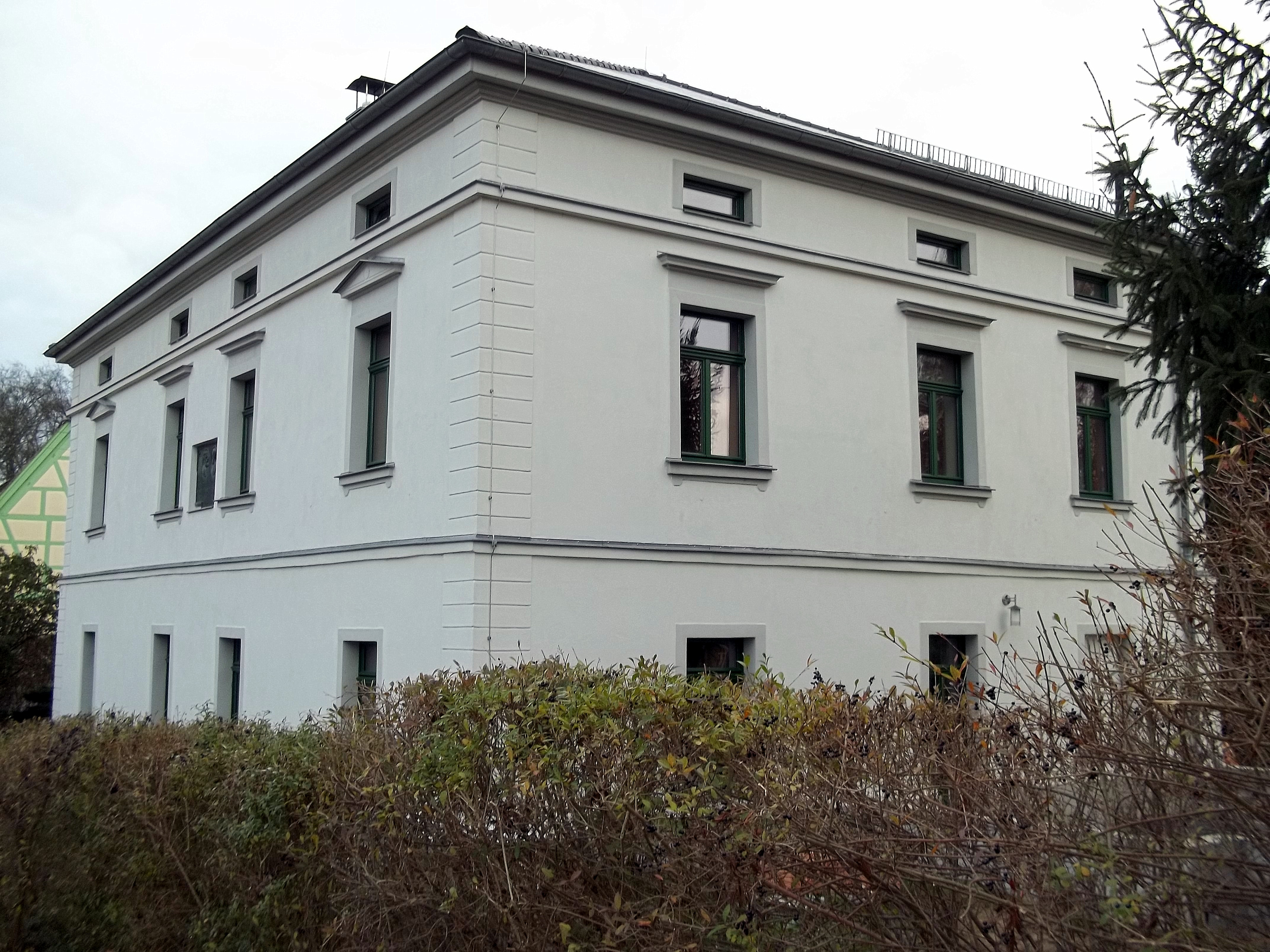
Das Bebel-Liebknecht-Haus in Borsdorf (2013) – an der Fassade links mittig die Erinnerungstafel

Das Bebel-Liebknecht-Haus Borsdorf war von 1881 bis 1890 das Wohnhaus der SPD-Gründerväter August Bebel und Wilhelm Liebknecht in Borsdorf am östlichen Rand von Leipzig. Heute ist es ein privates Wohnhaus; an der Fassade erinnert eine Gedenktafel an diese besondere Episode der Geschichte dieses Hauses.

## Geschichte

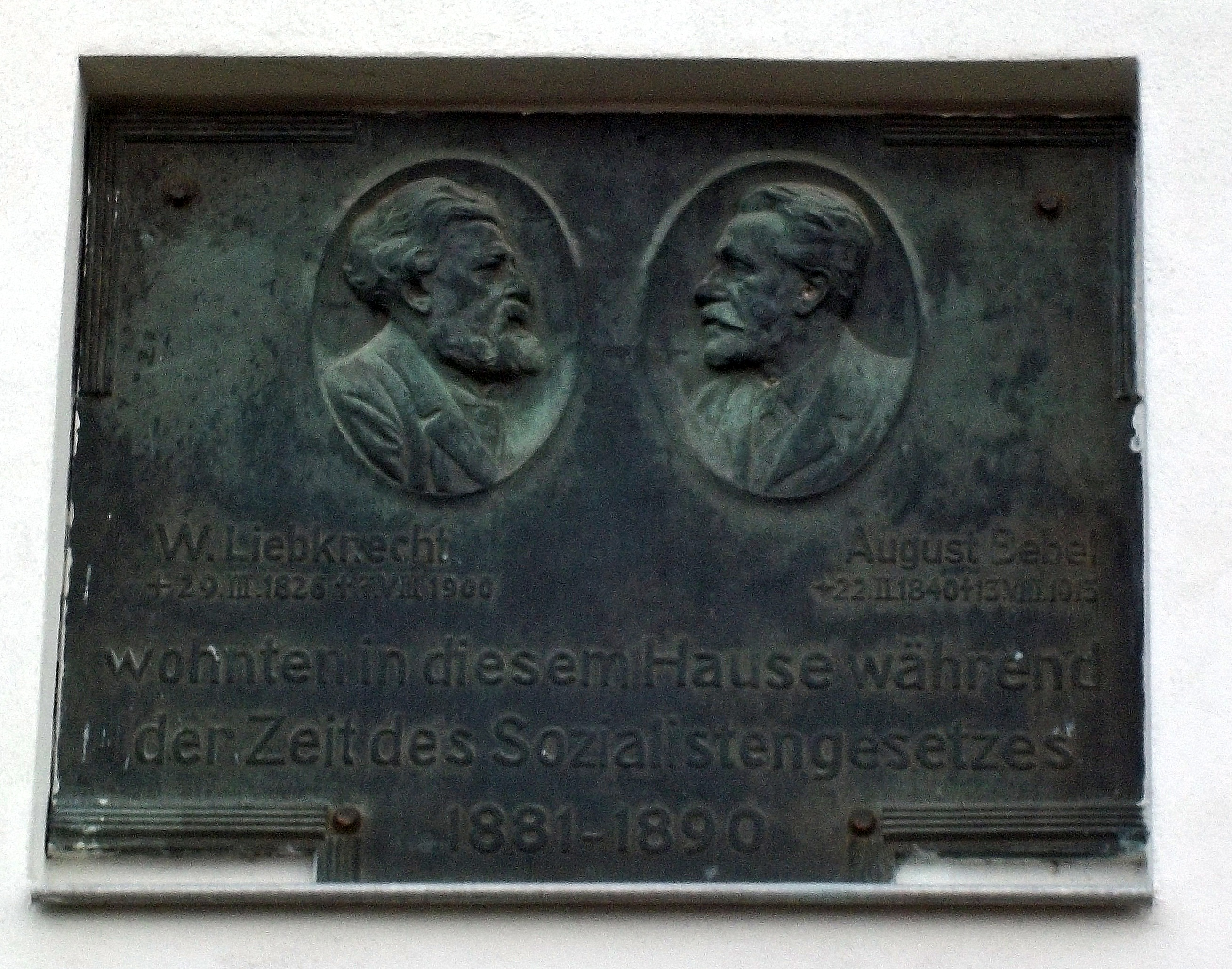
Historische Erinnerungstafel für die beiden SPD-Führer am Bebel-Liebknecht-Haus in Borsdorf

### Sozialistengesetz und Kleiner Belagerungszustand
Aufgrund des Sozialistengesetzes von 1878 und des Kleinen Belagerungszustandes in Leipzig wurden 1881 Bebel, Wilhelm Liebknecht und 31 weitere Sozialdemokraten aus Leipzig ausgewiesen mit dem Ziel, der illegal wirkenden Sozialdemokratie die Führung zu nehmen.
Zu Fuß kam man in Borsdorf an. Eine erste Einmietung bei einem Schneidermeister war nur von kurzer Dauer, bis der Vermieter erfuhr, wer seine Mieter tatsächlich waren. Dazu August Bebel im Jahr 1900: „Liebknecht bekam in einem anderen Hause ein einfenstriges Zimmer, in dem er zeitweilig mit seiner Familie bis zum Herbst des nächsten Jahres hauste, wo ich in Borsdorf Quartier machte und nun ein Haus entdeckte, in dem wir beide auskömmliche, wenn auch ärmlich ausgestattete Räume mieten konnte. Dort hat Liebknecht bis zu seiner Übersiedlung nach Berlin, September 1890, gewohnt.“
Dieses Quartier fand Bebel für sich und Liebknecht im gleichen Ort in der Leipziger Straße 1: in der Villa von Fräulein Rosine Ehrentraut (bei Autor Wohlgemuth ist dagegen von „einem begüterten Fräulein Richter“ als Eigentümerin die Rede.)
Natalie Liebknecht blieb wegen der Kinder in Leipzig, die dort weiter zur Schule gehen sollten. So besuchte die Familie Liebknecht regelmäßig an den Wochenenden und in den Ferien die „Villa Liebknecht“ in Borsdorf, ein damals arg zerfallenes Landhaus: Die siebenköpfige Liebknecht-Familie musste in zwei Zimmern und vier Betten unterkommen; das Haus war kalt und feucht und von Mäusen geplagt. Im nahen Wäldchen sammelten die Kinder Reisig als Heizmaterial.
Trotz der Unzulänglichkeiten soll für die Liebknecht-Kinder die Zeit in Borsdorf mit den „schönsten Kindheits-Erinnerungen“ verbunden gewesen sein; hier machte sie ihr Vater mit der deutschen und der Welt-Literatur ebenso vertraut wie mit Natur, Flora und Fauna. Dazu Natalie Liebknecht: „Park und Wald, beides unserer Wohnung gegenüber, gehört sozusagen uns, denn außer an Sonntagen verliert sich selten jemand bis dahin, und so sind wir darin unser eigner Herr. Wir lesen, schreiben und arbeiten, die Kinder spielen, niemand stört uns“.
Zugleich entwickelte sich der Bebel und Liebknecht politisch aufgezwungene Dorf-Wohnsitz zum Zentrum illegaler sozialdemokratischer Partei-Arbeit. August Bebel berichtete, dass jeden Sonn- und Feiertag Sozialdemokraten aus Leipzig nach Borsdorf kamen, um Liebknecht und ihn zu treffen: „Oft hielten wir unter freiem Himmel geheime Versammlungen ab, wobei es galt, durch Aufstellung von Posten die herumstreifende Polizei uns vom Hals zu halten.“
Jahrzehnte danach weihte die SPD mit einem großen Fest am 30. März 1930 – einen Tag nach dem Geburtstag von Wilhelm Liebknecht (1826–1900) – die Gedenk-Tafel für Bebel und Liebknecht am Haus in Borsdorf ein. Am Aufmarsch nahmen laut Polizeiangaben mindestens 6000 Sozialdemokraten und Reichsbannerleute teil (die Leipziger Volkszeitung nannte am 31. März 1930 gar 10000 Teilnehmer). In der Nazizeit wurde die Tafel versteckt und am 1. Mai 1946 wieder am Hausgiebel angebracht, wo sie sich bis heute befindet.
Das Haus wurde später auch aufgrund der Gedenktafel im Laufe der Zeit zu einer Art „Pilger-Ort“ zunächst für Sozialdemokraten und dann zu DDR-Zeit für SED-Mitglieder, Gewerkschafter, Schüler und Studenten; hatte doch der von der DDR-Regierung zum „Säulen-Heiligen“ stilisierte Karl Liebknecht dort als Junge mit seinen Brüdern und gleichaltrigen Gefährten im nahen Wäldchen und an der Parthe Räuber und Gendarm gespielt.

### Ab 1990

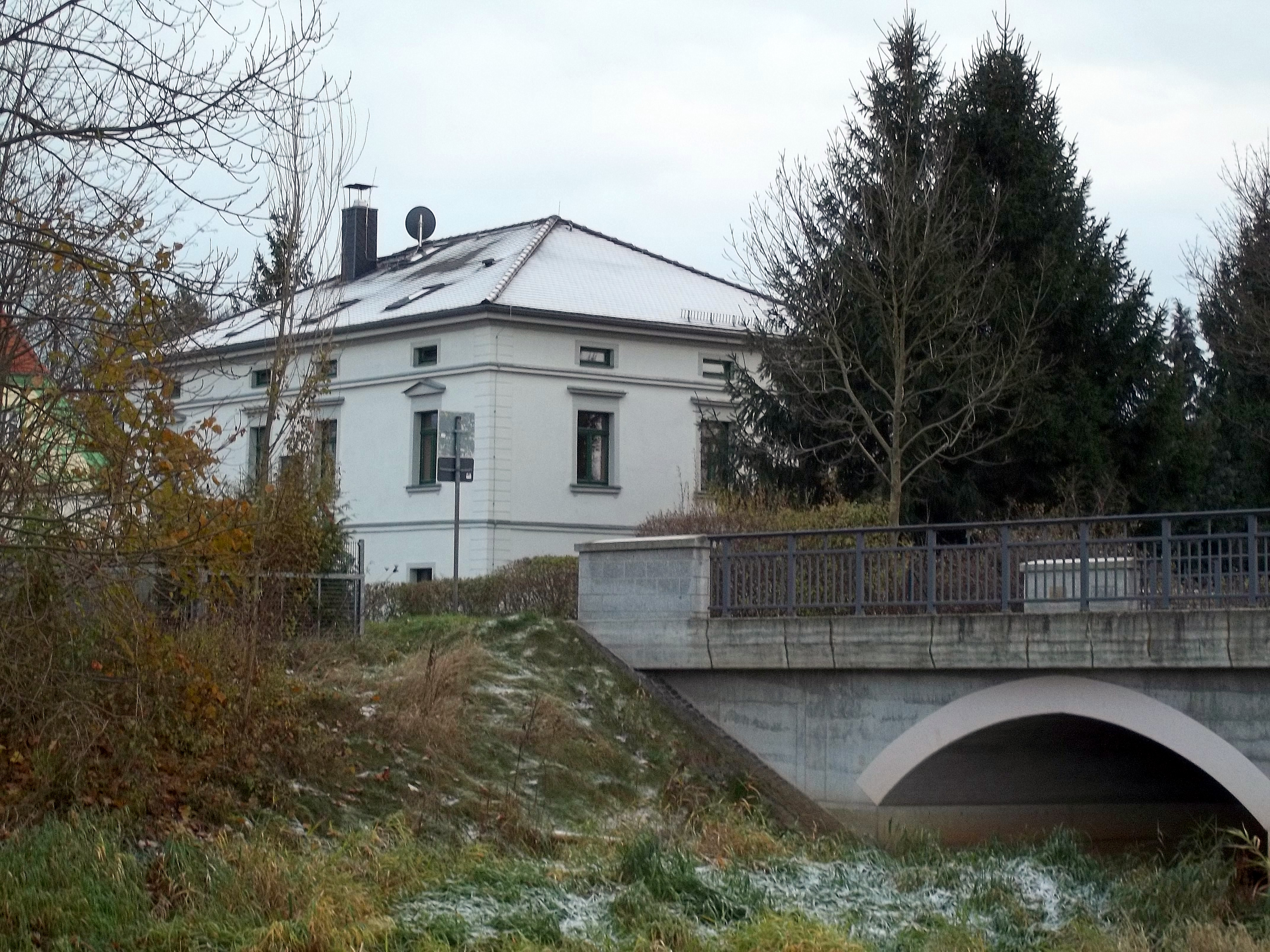
Das traditionsreiche Haus in Borsdorf, in dem August Bebel und Wilhelm Liebknecht zuhause waren – rechts die über die Parthe führende Brücke nach Leipzig (Foto von 2013)

Weder die Gemeinde Borsdorf noch die Friedrich-Ebert-Stiftung sahen sich in der Lage, das mittlerweile baufällige denkmalgeschützte Haus zu erwerben und zu sanieren. So ist es dem privaten Engagement eines Kunst- und Antiquitätenhändlers mit eigenem Geschäft in Leipzig zu verdanken, dass es erhalten und nach allen Regeln des Denkmalschutzes saniert worden ist: Er erwarb es 2005 von der damaligen Eigentümerin Borsdorfer Wohnungsgenossenschaft.
Heute dient das Haus, an dem weiter die Gedenktafel zu sehen ist, als Wohnhaus des Haus-Retters und dessen Familie.